# Comuna Vesele, Zaporijjea
Vesele (în ucraineană Веселе) este o comună în raionul Zaporijjea, regiunea Zaporijjea, Ucraina, formată din satele Cervonîi Iar, Nadia, Novodniprovka, Novovoznesenka, Petropavlivka, Petropil, Urîțke și Vesele (reședința).

## Demografie
Componența lingvistică a comunei Vesele
     Ucraineană (85,96%)
     Rusă (13,11%)
     Alte limbi (0,93%)
Conform recensământului din 2001, majoritatea populației comunei Vesele era vorbitoare de ucraineană (85,96%), existând în minoritate și vorbitori de rusă (13,11%).